# Bureau de bienfaisance
Un bureau de bienfaisance est un organisme municipal caritatif d'origine religieuse.

## Historique

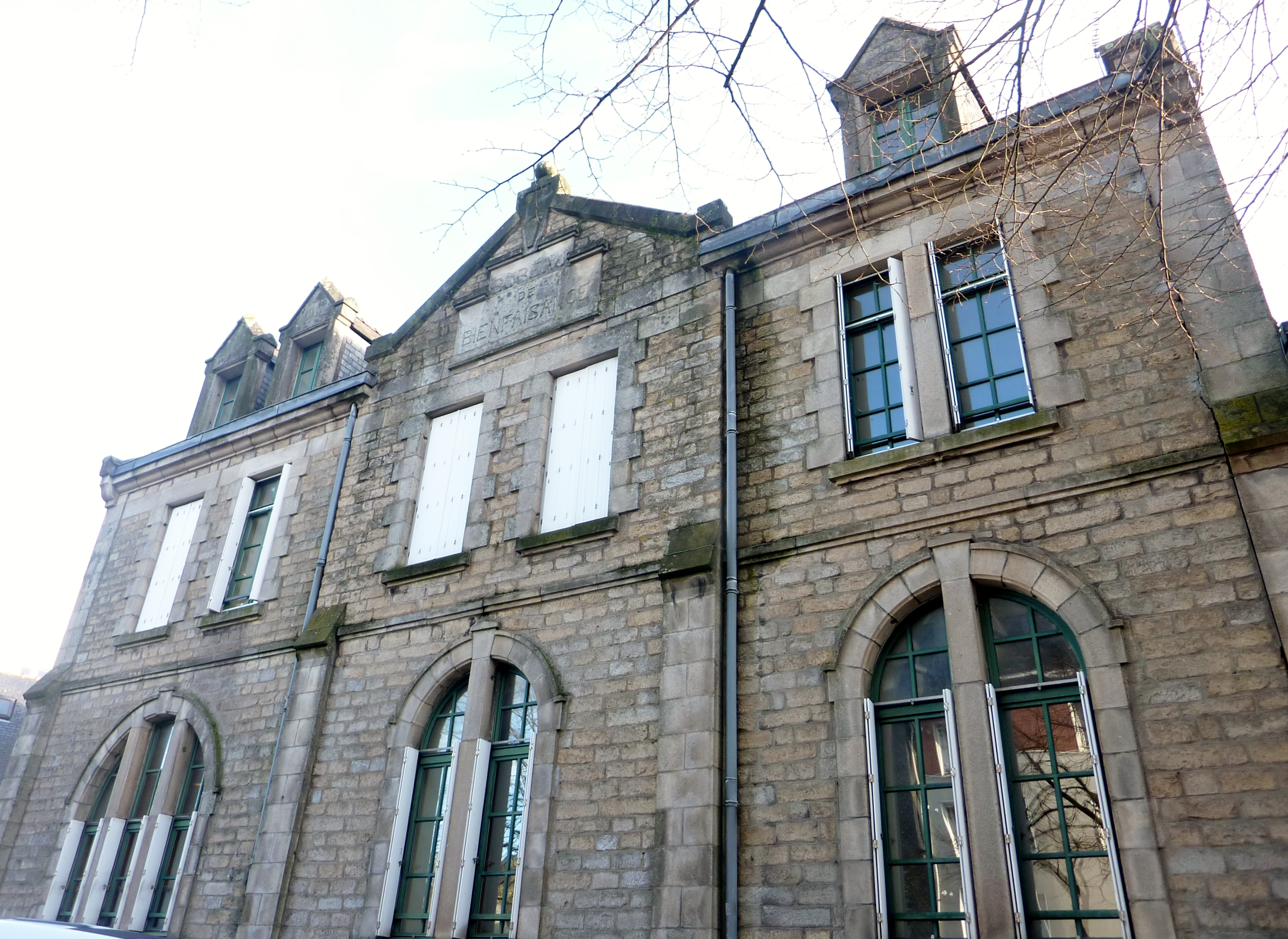
L'ancien "Bureau de bienfaisance" de Quimper

Sous l'Ancien Régime, l'Église catholique a le monopole de la charité publique. Avec la Révolution, la saisie des biens de l'Église impose un nouveau mode d'assistance. Sous la monarchie ce sont les fabriques et les pénitents qui assurent dans les paroisses l'aide aux pauvres. La fraternité entre tous les citoyens devient une obligation et les municipalités doivent prévoir l'aide aux indigents, orphelins et malades. En application de la loi du 27 novembre 1796 (du 7 frimaire an V), les bureaux de bienfaisance sont créés pour les pauvres des communes. À l'origine nommés  bureaux de bienfaisance et d'assistance (an IX-1943). Ils portent secours aux malades, aux vieillards et aux infirmes ne pouvant être reçus dans les hospices. C'est la première intervention « laïque » (le mot n'existe pas encore) de l'État. C'est l'émergence  d’un droit des pauvres  et du devoir légal d’assistance. 
Les bureaux s'installent la plupart du temps dans les locaux des congrégations, comme à Rennes ; le centre communal d'action sociale se situe toujours dans les locaux des Filles de la charité. À Magny-en-Vexin, la mairie et le bureau de bienfaisance sont situés dans l'infirmerie des Ursulines, devenue, après la construction d'une nouvelle mairie, un des services de l'hôpital de Magny. D'abord hospice public, maintenant EHPAD public rattaché à l'hôpital de Pontoise. À Strasbourg, le bureau est hébergé dans l'aumônerie de Saint-Marc.
Ces bureaux ne sont pas une obligation pour les communes. De nombreux bureaux de bienfaisance furent créés dans les années précédant, ou pendant, la Première Guerre mondiale, recevant comme première dotation les biens placés sous séquestre des fabriques d'église à la suite de la Loi de séparation des Églises et de l'État de 1905.
En 1953, par fusion avec les bureaux d'assistance créés par la loi de 1893, ils donnent naissance aux bureaux d'aide sociale qui deviendront (loi de 1986 et surtout décret de 1995) les centres communaux d'action sociale.